# 鴨居 (横須賀市)
鴨居（かもい）は神奈川県横須賀市の町名。現行行政地名は鴨居一丁目から鴨居四丁目。一部住居表示実施区域。面積は2.311km2。

## 地理
横須賀市南東部の浦賀地区に位置し、北西に小原台、北東に走水、西に二葉と東浦賀と隣接している。

### 地価
住宅地の地価は、2023年（令和5年）1月1日の公示地価によれば、鴨居2-50-3の地点で7万3000円/m2となっている。

## 世帯数と人口
2023年（令和5年）4月1日現在（横須賀市発表）の世帯数と人口は以下の通りである。
| 丁目       | 世帯数    | 人口     |
| ---------- | --------- | -------- |
| 鴨居一丁目 | 1,271世帯 | 2,651人  |
| 鴨居二丁目 | 2,945世帯 | 5,336人  |
| 鴨居三丁目 | 1,209世帯 | 2,575人  |
| 鴨居四丁目 | 35世帯    | 69人     |
| 計         | 5,460世帯 | 10,631人 |

### 人口の変遷
国勢調査による人口の推移。
| 年                 | 人口   |
| ------------------ | ------ |
| 1995年（平成7年）  | 16,559 |
| 2000年（平成12年） | 15,015 |
| 2005年（平成17年） | 13,683 |
| 2010年（平成22年） | 12,677 |
| 2015年（平成27年） | 11,677 |
| 2020年（令和2年）  | 10,563 |

### 世帯数の変遷
国勢調査による世帯数の推移。
| 年                 | 世帯数 |
| ------------------ | ------ |
| 1995年（平成7年）  | 5,518  |
| 2000年（平成12年） | 5,480  |
| 2005年（平成17年） | 5,372  |
| 2010年（平成22年） | 5,245  |
| 2015年（平成27年） | 5,028  |
| 2020年（令和2年）  | 4,909  |

## 学区
市立小・中学校に通う場合、学区は以下の通りとなる（2022年3月時点）。
| 丁目       | 番地              | 小学校                 | 中学校               |
| ---------- | ----------------- | ---------------------- | -------------------- |
| 鴨居一丁目 | 10〜29番 38〜61番 | 横須賀市立小原台小学校 | 横須賀市立鴨居中学校 |
| 鴨居一丁目 | その他            | 横須賀市立鴨居小学校   | 横須賀市立鴨居中学校 |
| 鴨居二丁目 | 全域              | 横須賀市立鴨居小学校   | 横須賀市立鴨居中学校 |
| 鴨居三丁目 | 全域              | 横須賀市立鴨居小学校   | 横須賀市立鴨居中学校 |
| 鴨居四丁目 | 全域              | 横須賀市立鴨居小学校   | 横須賀市立鴨居中学校 |

## 事業所
2021年（令和3年）現在の経済センサス調査による事業所数と従業員数は以下の通りである。
| 丁目       | 事業所数  | 従業員数 |
| ---------- | --------- | -------- |
| 鴨居一丁目 | 48事業所  | 272人    |
| 鴨居二丁目 | 72事業所  | 452人    |
| 鴨居三丁目 | 54事業所  | 434人    |
| 鴨居四丁目 | 11事業所  | 96人     |
| 計         | 185事業所 | 1,254人  |

### 事業者数の変遷
経済センサスによる事業所数の推移。
| 年                 | 事業者数 |
| ------------------ | -------- |
| 2016年（平成28年） | 203      |
| 2021年（令和3年）  | 185      |

### 従業員数の変遷
経済センサスによる従業員数の推移。
| 年                 | 従業員数 |
| ------------------ | -------- |
| 2016年（平成28年） | 1,149    |
| 2021年（令和3年）  | 1,254    |

## 主な施設
- 横須賀市立鴨居小学校
- 横須賀市立鴨居中学校
- 横須賀鴨居郵便局
- 横須賀かもめ団地内郵便局
- 横須賀南警察署かもめ団地駐在所
- 浦賀かもめ団地
- 観音崎
  - 観音崎公園
    - 観音崎自然博物館

  - 観音埼灯台
  - 横須賀美術館
- 鴨居漁港

## 交通

### 鉄道
町内を通過する鉄道は存在しない。最寄り駅は京急本線の浦賀駅である。

### バス
京浜急行バスが乗り入れている。

### 道路
中心を縦断するように県道209号線が通っている。

## その他

### 日本郵便
- 郵便番号 : 239-0813[2]（集配局 : 久里浜郵便局[15]）。